# 尼古拉·林久克
尼古拉·林久克（Nikolay Ryndzyuk，1978年2月2日—），是白俄罗斯职业足球运动员，司职前锋，曾经入选国家队，目前效力于哈萨克联赛球队Mash'al Mubarek。
林久克曾经连续在中国甲级联赛三家不同的俱乐部效力，2005年还获得了甲级联赛的最佳射手。